# Music to Be Murdered By
Music to Be Murdered By là album phòng thu thứ 11 của rapper người Mỹ Eminem. Album được Aftermath Entertainment, Interscope Records và Shady Records phát hành vào ngày 17 tháng 1 năm 2020 mà không thông báo trước, tương tự như Kamikaze (2018). Album được sản xuất bởi Eminem và Dr. Dre và nhiều nhà sản xuất khác và có sự hợp tác của Black Thought, Q-Tip, Juice Wrld, Ed Sheeran, Young M.A, Skylar Grey, Don Toliver, Anderson.Paak, Royce da 5'9", Kxng Crooked, Joell Ortiz cùng nhiều người khác.
Eminem cũng phát hành một video âm nhạc cho đĩa đơn mở đường cho album mang tên "Darkness" do James Larese đạo diễn. Music to Be Murdered By ra mắt ở vị trí số 1 trên Billboard 200, giúp Eminem trở thành nghệ sĩ đầu tiên có mười album liên tiếp ra mắt ở vị trí số 1 tại Hoa Kỳ và một trong sáu nghệ sĩ đã phát hành ít nhất mười album đứng đầu.
Các nhà phê bình âm nhạc đã có nhiều ý kiến đối với Music to Be Murdered By. Trong đó có những lời khen ngợi khả năng sáng tác của Eminem và sự cải thiện về mặt sản xuất sau Kamikaze và những lời chỉ trích cấu trúc bài hát mang tính công thức và sự thiếu sáng tạo của album. Về mặt thương mại, album đạt vị trí số 1 tại 12 quốc gia.

## Bối cảnh và thu âm
Tựa đề và ảnh bìa thay thế của album có chung chủ đề với album năm 1958 Alfred Hitchcock Presents Music to Be Murdered By của Jeff Alexander. Album được Chris Willman từ tờ Variety mô tả là "album duy nhất Hitchcock từng phát hành". Eminem đã tweet ảnh bìa của album này với hình Hitchcock cầm rìu và súng trên đầu và nói rằng bìa thay thế album của anh "lấy cảm hứng từ bậc thầy, chú Alfred!" Giọng nói của Hitchcock trong album năm 1958 được dùng làm nhạc mẫu trong các bài interlude "Alfred" và "Alfred (Outro)" và phần đầu của ca khúc "Little Engine". Cả hai album năm 1958 và 2020 đều kết thúc bằng câu nói của Hitchcock: "If you haven't been murdered, I can only say better luck next time. If you have been, goodnight, wherever you are." (tạm dịch: Nếu bạn chưa bị giết, tôi chỉ có thể chúc bạn may mắn lần sau. Nếu bạn đã bị giết, chúc ngủ ngon, cho dù bạn ở đâu.)

Album dành tặng cho rapper người Mỹ Juice Wrld, anh chết vì dùng thuốc quá liều vào ngày 8 tháng 12 năm 2019 và cựu vệ sĩ của Eminem, CeeAaqil Allah Barnes, một người cũng đã qua đời. "Godzilla" với giọng rap của Juice Wrld đáng dấu sản phẩm đầu tiên của anh được phát hành sau khi qua đời. Phiên khúc thứ ba của ca khúc giữ kỷ lục phiên khúc nhanh nhất trong một bài hát rap được xếp hạng, rap 10,65 âm tiết mỗi giây. Eminem đã phá vỡ các kỷ lục của chính mình, bao gồm đoạn rap với tốc độ 10,3 âm tiết mỗi giây trong ca khúc "Majesty" năm 2018 của Nicki Minaj và con số 9,6 âm tiết mỗi giây trong "Rap God" năm 2013. 

## Tiếp nhận phê bình
| Đánh giá chuyên môn  | Đánh giá chuyên môn |
| Điểm trung bình      | Điểm trung bình     |
| Nguồn                | Đánh giá            |
| -------------------- | ------------------- |
| AnyDecentMusic?      | 5,8/10              |
| Metacritic           | 64/100              |
| Nguồn đánh giá       |                     |
| Nguồn                | Đánh giá            |
| AllMusic             | [ 17 ]              |
| Clash                | 7/10                |
| Consequence of Sound | B−                  |
| The Daily Telegraph  | [ 20 ]              |
| Entertainment Weekly | B                   |
| HipHopDX             | 3,8/5               |
| The Guardian         | [ 23 ]              |
| The Independent      | [ 24 ]              |
| NME                  | [ 2 ]               |
| Pitchfork            | 5,5/10              |
| Rolling Stone        | [ 26 ]              |

Music to Be Murdered By nhận được nhiều ý kiến trái chiều từ các nhà phê bình âm nhạc. Tại Metacritic, một trang đưa ra số điểm chuẩn trên thang 100 dựa trên các bài đánh giá của các xuất bản phẩm phổ biến, album nhận được điểm trung bình là 64 dựa trên 16 bài đánh giá. Trang tổng hợp AnyDecentMusic? đáng giá album ở mức 5,8 trên 10 dựa trên sự đồng thuận từ giới phê bình.
Neil McCormick từ tờ The Daily Telegraph cho album năm sao hoàn hảo và khẳng định rằng đây là "album hay đầu tiên của năm 2020". Scott Glaysher của HipHopDX cũng rất tích cực và so sánh album với các tác phẩm trước của Eminem, anh nói trong bài đánh giá của mình rằng "Music To Be Murdered By khác xa với Recovery, một album có nhiều ngôi sao và vững chắc về mặt thương mại, nhưng đó không nhất thiết là điều xấu. Trong album này, mặc dù có rất nhiều sai sót, Eminem cho thấy những dấu hiệu thích nghi mạnh mẽ với thời đại thông qua các sự lựa chọn âm nhạc hiện đại và sáng tác ca khúc một cách thông minh hơn." Trên Consequence of Sound, Dan Weiss phản ứng tương đối tích cực, về chủ đề của album, anh nói rằng: "Nếu từ đầu anh ấy đã nghĩ ra cách để trở lại là một nghệ sĩ thu hút, Eminem đã cải thiện được tầm cỡ của nhịp điệu âm nhạc và các nghệ sĩ khách mời của mình, chống lại những bất công hàng ngày đúng đắn, làm dịu đi sự vô vị (ngoại trừ dòng Ariana vốn đã khét tiếng) và rap với độ chính xác của một người vừa khịt ra một đống cocaine và Vyvanse. Giá như chỉ một phút của album vui nhộn hay giằng co như ấn tượng của Chris D'Elia về anh ta." Tương tự như vậy, Fred Thomas viết trên AllMusic: "Music to Be Murdered By cho thấy Eminem đã phần nào tự kéo mình ra khỏi đống đổ nát Kamikaze, mặc dù anh vẫn có những lúc [...] quá bình thường và dễ đoán. Trong các bài hát hay nhất của album, vẫn còn hi vọng về ngọn lửa khiến Eminem trở thành một huyền thoại rap."
Christopher R. Weingarten từ Entertainment Weekly nói rằng "Nhìn chung, Music to Be Murdered By là sản phẩm hit-and-miss nhất Eminem đã phát hành vào thiên niên kỷ này. Nhưng nếu như bỏ đi các tiểu phẩm, các ca khúc về những mối quan hệ, gia đình, kiểm soát súng và anh chàng Ed Sheeran kỳ quặc thì [xem ra album] vẫn còn 36 phút rắn rỏi của vị thiên tài rap dở hơi có một không hai người luôn thu hút tai của những người thích quẩy và người hâm mộ lâu năm. Hoặc, nếu bạn thích, hãy giữ lại tất cả [album] và đây vẫn là tác phẩm vững chắc nhất của anh ấy trong nhiều năm." Jordan Basset của NME khẳng định: "Anh ấy chia rẽ sự khác biệt trong 'Music To Be Murdered By', nuông chiều cái tôi non nớt của mình (phàn nàn về những bài đánh giá tiêu cực, gây tranh cãi) ngay cả khi anh ấy đưa ra những lời chỉ trích xã hội mặn mà và thừa nhận những sai lầm của mình. Anh ta sẵn sàng truyền lại sự khôn ngoan mình kiếm được trước khi mở miệng như thể anh ta không tiếp thu được bài học của chính mình. Và anh ấy mời những người hâm mộ bình thường một hoặc hai điệp khúc trước khi bắt tay vào một tác phẩm trữ tình khác." Paul A. Thompson của Pitchfork cũng không chắc chắn và tóm tắt rằng album "nói đúng ra không phải là một bản thu âm hay—một thứ mà Emimem đã không tạo ra trong một thập kỷ—nhưng sản phẩm hay cuối cùng của anh có đủ khả năng chỉ huy kỹ thuật và tạo ra vừa đủ ý tưởng thu hút để giữ sự chú ý của bạn."
Roisin O'Connor của The Independent đã cho album đánh giá tiêu cực và chỉ trích album: "Eminem đã coi thường chấn thương của Ariana Grande khi đó chỉ mới 26 tuổi trong "Unaccommodating" bằng cách so sánh mình với tên đánh bom Manchester Arena. Hương vị chua chát của ca khúc này còn vượt xa cả ca khúc chủ đề "Darkness", bài hát được dự định là một bài phê bình gay gắt về văn hóa súng độc hại của nước Mỹ. Thay vào đó, việc anh ta sử dụng các âm thanh súng và tiếng nổ mang lại tạo cảm giác bóc lột nặng nề."
Ca khúc "Darkness" về vụ xả súng Las Vegas 2017 được kể từ quan điểm của tay súng Stephen Paddock xen kẽ với chính Eminem, đã thu hút được sự chú ý đặc biệt và tán dương rộng rãi.

## Diễn biến thương mại
Tại Hoa Kỳ, Music to Be Murdered By đã ra mắt ở vị trí số 1 trên Billboard 200 với 279.000 đơn vị album tương đương, bao gồm 117.000 doanh số album truyền thống, 217,6 triệu lượt stream và 8.000 album tương đương. Eminem trở thành nghệ sĩ đầu tiên có mười album liên tiếp ra mắt ở vị trí số một tại Mỹ và một trong sáu nghệ sĩ đã phát hành ít nhất mười album ở vị trí số 1.
Album cũng xuất hiện trên UK Albums Chart với doanh số trong tuần đầu tiên là 36.000 đơn vị album tương đương, đồng thời đứng đầu ở Úc, Ireland, Canada, New Zealand.

## Tranh cãi
Lời bài hát đề cập đến vụ đánh bom tại Manchester Arena 2017 trong "Unaccomodating" đã nhận được những lời chỉ trích đáng kể khi nhiều nhà phê bình phản đối ca từ. Thị trưởng thành phố Manchester đã tố cáo lời bài hát, mô tả chúng là "gây tổn thương một cách không cần thiết và thật sự thiếu tôn trọng." Lời bài hát cũng thu hút sự chỉ trích rộng rãi từ người thân của nạn nhân và những người khác liên quan đến vụ tấn công.

## Danh sách bài hát
| STT              | Nhan đề                                                                 | Sáng tác | Sản xuất                                             | Thời lượng |
| ---------------- | ----------------------------------------------------------------------- | --- | ---------------------------------------------------- | ---------- |
| 1.               | "Premonition" (Intro)                                                   | Marshall Mathers Andre Young Dawaun Parker Jeff Alexander Luis Resto Mark Batson Nikki Grier                                            | Dawaun Parker Dr. Dre Eminem Luis Resto Mark Batson  | 2:53       |
| 2.               | "Unaccommodating" (featuring Young M.A)                                 | Mathers Katorah Marrero Resto Tim Suby                                                                                                  | Eminem Tim Suby                                      | 3:36       |
| 3.               | "You Gon' Learn" (featuring Royce da 5'9" and White Gold)               | Mathers Ryan Montgomery Resto Bobby Yewah Carol Connors David Shire                                                                     | Eminem Resto Royce da 5'9"                           | 3:54       |
| 4.               | "Alfred" (interlude)                                                    | Andre Brissett Young Parker Alexander                                                                                                   | Andre "Briss" Brissett Parker Dr. Dre                | 0:30       |
| 5.               | "Those Kinda Nights" (featuring Ed Sheeran)                             | Mathers Ed Sheeran David Doman Fred Gibson Resto A. Byrne                                                                               | Eminem Fred D. A. Doman                              | 2:57       |
| 6.               | "In Too Deep"                                                           | Mathers Suby Resto O. Chanin Sylvester Jordan                                                                                           | Eminem Suby                                          | 3:14       |
| 7.               | "Godzilla" (featuring Juice Wrld)                                       | Mathers Jarad Higgins Doman Resto A. Villasana                                                                                          | Eminem D. A. Doman                                   | 3:30       |
| 8.               | "Darkness"                                                              | Mathers Resto Paul Simon Montgomery | Eminem Resto Royce da 5'9"                           | 5:37       |
| 9.               | "Leaving Heaven" (featuring Skylar Grey)                                | Mathers Holly Hafermann E. Taylor | Eminem Skylar Grey                                   | 4:25       |
| 10.              | "Yah Yah" (featuring Royce da 5'9", Black Thought, Q-Tip và Mr. Porter) | Mathers Montgomery Denaun Porter Tariq Trotter Trevor Smith Andre Weston Charles Bobbit Fred Wesley Galt MacDermot James Brown W. Hines | Mr. Porter                                           | 4:46       |
| 11.              | "Stepdad" (Intro)                                                       | Young | Dr. Dre                                              | 0:15       |
| 12.              | "Stepdad"                                                               | Mathers Resto Daniel Maman Carlos Cutaia Black Amaya Luis Alberto Spinetta                                                              | Eminem Resto The Alchemist                           | 3:33       |
| 13.              | "Marsh"                                                                 | Mathers Resto | Eminem Resto                                         | 3:20       |
| 14.              | "Never Love Again"                                                      | Mathers Young Dwayne Abernathy, Jr. Parker Trevor Lawrence Jr. Resto                                                                    | Parker Dem Jointz Dr. Dre Eminem Trevor Lawrence Jr. | 2:57       |
| 15.              | "Little Engine"                                                         | Mathers Young Parker Erik Griggs Alexander Lawrence                                                                                     | Parker Dr. Dre Erik "Blu2th" Griggs Lawrence         | 2:57       |
| 16.              | "Lock It Up" (featuring Anderson.Paak)                                  | Mathers Young Brandon Anderson Abernathy Parker Griggs Lawrence                                                                         | Parker Dem Jointz Dr. Dre Griggs Lawrence            | 2:50       |
| 17.              | "Farewell"                                                              | Mathers Craig Marsh Dave Kelly Resto Ricky Harrell Jr.                                                                                  | Eminem Ricky Racks                                   | 4:07       |
| 18.              | "No Regrets" (featuring Don Toliver)                                    | Mathers Caleb Toliver Doman A. Olofsson Kostov J. Thomas                                                                                | Eminem D.A. Doman                                    | 3:20       |
| 19.              | "I Will" (featuring Kxng Crooked, Royce da 5'9" and Joell Ortiz)        | Mathers Dominick Wickliffe Joell Ortiz Montgomery Resto                                                                                 | Eminem Resto                                         | 5:02       |
| 20.              | "Alfred" (Outro)                                                        | Brissett Young Parker Alexander | Brissett Parker Dr. Dre                              | 0:39       |
| Tổng thời lượng: | Tổng thời lượng:                                                        | Tổng thời lượng: | Tổng thời lượng:                                     | 64:22      |

Thông tin được lấy từ Tidal.

## Đội ngũ thực hiện
- Nikki Grier - hát bổ sung (bài 1)
- Bizarre - hát bổ sung (bài 5)
- Sly Pyper - hát nền (bài 6)

## Xếp hạng

### Xếp hạng tuần
| Xếp hạng (2020)                          | Vị trí cao nhất |
| ---------------------------------------- | --------------- |
| Album Anh Quốc (OCC)                     | 1               |
| Album Anh Quốc R&B (OCC)                 | 1               |
| Album Áo (Ö3 Austria)                    | 1               |
| Album Ba Lan (ZPAV)                      | 5               |
| Album Bỉ (Ultratop Vlaanderen)           | 1               |
| Album Bỉ (Ultratop Wallonie)             | 5               |
| Album Bồ Đào Nha (AFP)                   | 20              |
| Album Canada (Billboard)                 | 1               |
| Album Cộng hòa Séc (ČNS IFPI)            | 1               |
| Album Đan Mạch (Hitlisten)               | 1               |
| Album Đức (Offizielle Top 100)           | 2               |
| Estonia (Eesti Ekspress)                 | 1               |
| Album Hà Lan (Album Top 100)             | 1               |
| Hàn Quốc (Gaon)                          | 52              |
| Album Hoa Kỳ Billboard 200               | 1               |
| Album Hoa Kỳ Top R&B/Hip-Hop (Billboard) | 1               |
| Hoa Kỳ Rolling Stone Top 200             | 1               |
| Album Hungaria (MAHASZ)                  | 15              |
| Album Ireland (OCC)                      | 1               |
| Litva (AGATA)                            | 1               |
| Album Na Uy (VG-lista)                   | 1               |
| New Zealand (RMNZ)                       | 1               |
| Nhật Bản (Billboard Japan)               | 42              |
| Pháp (SNEP)                              | 4               |
| Album Phần Lan (Suomen virallinen lista) | 1               |
| Album Scotland (OCC)                     | 2               |
| Tây Ban Nha (PROMUSICAE)                 | 66              |
| Thụy Điển (Sverigetopplistan)            | 2               |
| Album Thụy Sĩ (Schweizer Hitparade)      | 1               |
| Album Úc (ARIA)                          | 1               |
| Ý (FIMI)                                 | 4               |

## Chứng nhận
| Quốc gia                                                    | Chứng nhận | Số đơn vị/doanh số chứng nhận |
| ----------------------------------------------------------- | ---------- | ----------------------------- |
| Anh Quốc (BPI)                                              | Bạc        | 60.000‡                       |
| ‡ Chứng nhận dựa theo doanh số tiêu thụ và phát trực tuyến. |            |                               |